# Cerros de Escazú
Los Cerros de Escazú son una cadena montañosa en el centro de Costa Rica, ubicada al suroeste de San José. Limita con el Valle Central hacia el norte, y junto con el macizo del Cedral, forman la Fila de la Candelaria, que se considera la parte más septentrional de la Cordillera de Talamanca. La cima más alta es el Cerro Rabo de Mico con 2.428 m (7.966 pies), seguida de cerca por el Cerro Cedral, con 2.420 m (7.940 pies). Otras montañas más relevantes incluyen Cerro Pico Alto con 2.353 m (7.720 pies), Cerro Pico Blanco, 2271 m (7451 pies) y Cerro de San Miguel con 2.035 m (6.677 pies). Sobre este último cerro se encuentra la Cruz de Alajuelita.

## Ciudades cercanas

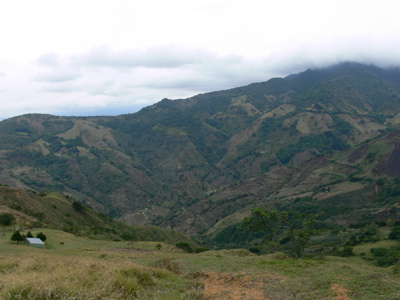
Vista de los cerros de Escazú desde Santa Ana.

Desde San José se pueden ver los Cerros de Escazú al suroeste. Su nombre se toma de la ciudad de Escazú, que se encuentra en la vertiente norte. Otras ciudades cercanas son Santa Ana, Ciudad Colón, San Ignacio de Acosta, Alajuelita y Aserrí. El área está rodeada por varios cantones: Escazú, Santa Ana, Mora, Acosta, Aserrí y Alajuelita.

## Atracción turística

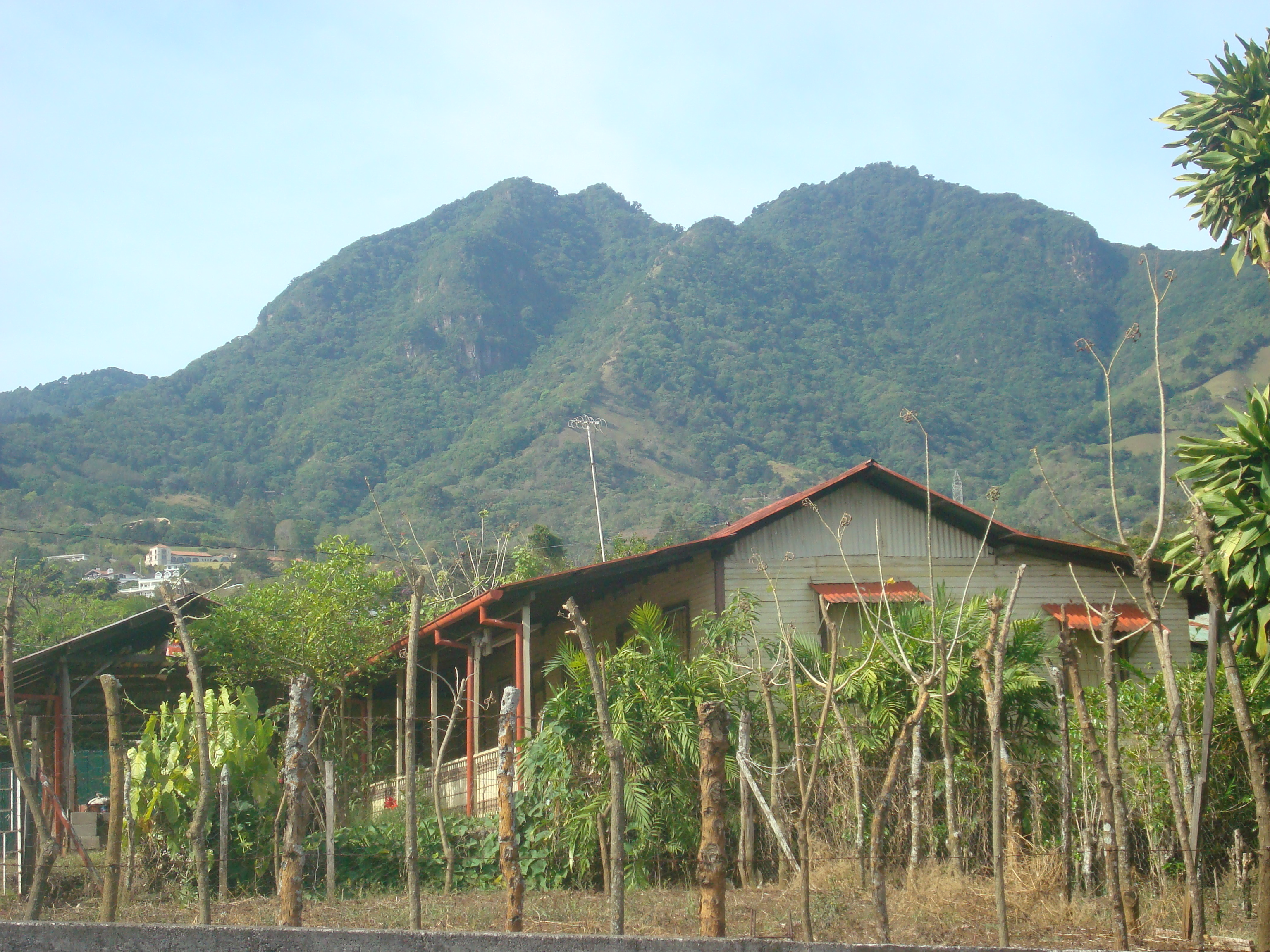
Casa en San Antonio de Escazú, con los cerros de fondo.

Es un destino popular para los ciclistas de montaña y senderismo, aunque no hay senderos marcados claramente.
Quitirrisí, en los Cerros de Escazú, es la reserva indígena que se encuentra más cercana a la capital, San José.
Debido a su posición, esta sierra tiene varias influencias climáticas que se reflejan en la diversidad de hábitats y la biodiversidad. En un intento de proteger esta riqueza biológica, sino también las cuencas locales, los Cerros de Escazú tienen dos zonas protegidas: la Zona Protectora El Rodeo y la Zona Protegida de Quitirrisí.